# 주 사왕
동주 사왕 희숙습(東周 思王 姬叔襲)은 주나라의 30대 왕이다.

## 사적
기원전 441년 3월, 형인 애왕(哀王)을 시해하고 스스로 즉위하였다.
기원전 441년 8월, 동생인 외(嵬)에게 시해당했다.